# Chang International Circuit
A Chang International Circuit egy 2014-ben épült thaiföldi versenypálya Buriramban, amelyen jelenleg a MotoGP-ben rendeznek futamokat. Korábban a WTCC, a Superbikeés a Super GT is versenyzett itt.

## Története
A pályát 2013-ban kezdték el építeni Hermann Tilke tervei alapján. A versenypálya ötletét a helyi Newin Chidchob fogalmazta meg, aki Buriram városában álmott meg egy sport negyedet, melyben már korábban építtetett egy stadiont. Újabb kívánsága volt, hogy a pálya viszonylag kis területen elférjen, hogy így a fő lelátóról az aszfaltcsík nagy része belátható legyen. A Formula–1, MotoGP, valamint éjszakai versenyek lebonyolítására is alkalmas versenypályát végül 2014-ben adták át.
Az első verseny, amit itt rendeztek egy Super GT verseny volt 2014. október 4-én, amelyet Nakadzsima Kazuki és James Rossiter nyertek meg. 
2015-ben már a Superbike-világbajnokság is megrendezte első versenyét, az óta az eddigi 6 alkalomból 5-ször Jonathan Rea nyert. 
2018-tól a MotoGP mezőnye a téli tesztek során használta a pályát amíg meg nem rendezték a thai nagydíjat. 
2015-ben egy szezon erejéig a WTCC is rendezett két futamot, de a következő évre már nem tértek vissza a pályára.

## Győztesek
- Jonathan Rea (Superbike): 5 győzelem
- Tom Sykes (Superbike): 1 győzelem
- Rattapark Vilairot (Supersport): 1 győzelem
- Jules Cluzel (Supersport): 1 győzelem
- Federico Caricasulo (Supersport): 1 győzelem
- José María López (WTCC): 1 győzelem
- Sébastien Loeb (WTCC): 1 győzelem
- Nakadzsima Kazuki és  James Rossiter (Super GT): 1 győzelem
- Motojama Szatosi és  Janagida Maszataka (Super GT): 1 győzelem
- Kunimoto Júdzsi és  Szekigucsi Juhi (Super GT): 1 győzelem
- Nick Cassidy és  Hirakava Rjó (Super GT): 1 győzelem